# Недбайло, Михаил Иванович
Михаил Иванович Недбайло (14 октября 1901, Ростов-на-Дону, область Войска Донского — 14 октября 1943, Могилёв) — художник, педагог.

## Биография
В 1909 году окончил начальную школу (Киев); в 1911—1915 годах работал в типографиях «Южная копейка» и «Киевская мысль». В 1916—1918 годах — слесарь в железнодорожных мастерских Киева.
В 1919—1920 гг. участвовал в событиях Гражданской войны.
В 1923 г. окончил изостудию Пролеткульта у В. Д. Фалилеева; в 1923 г. окончил ВХУТЕМАС, учился у Р. Р. Фалька и П. В. Кузнецова. В 1925 г. посетил Париж.
С 1926 г. — председатель городского комитета Рабис при Вхутемасе. В 1928—1929 гг. преподавал в Ярославском художественно-педагогическом техникуме. С 1930 г. — художник книги в Госиздате, издательстве «Молодая Гвардия».
В 1935 г. вместе с женой побывал в «Артеке» в творческой командировке.
В 1941 г. работал плакатистом в Окнах ТАСС.
Член-учредитель общества РОСТ (1928—1929), член группы «13» (1929—1930), МОССХ (МССХ, с 1932).
Участник Великой Отечественной войны; погиб в Белоруссии 14 октября 1943 года.

## Творчество
Автор произведений бытового жанра, портретов, пейзажей: «Сухарева башня», «МОГЭС», «Старая Москва» (1927), «Окраина Ярославля» (1929), «Загородная экскурсия», «Станция Сортировочная в Ярославле» (1933) и других.
Оформил книги: «Броненосец Революции» О. Жемчужина, «Корабль скитания», «Ой-Хо» И. В. Карнауховой (1931).
Участвовал в выставках с 1919 г.:
- выставки картин художников-служащих управления Юго-западных железных дорог в Киеве
- 1-я передвижная выставка живописи и графики (1929)
- «Художники РСФСР за XV лет» (1933)
- «Москва в живописи и графике» (1936)
- 2-я передвижная выставка по городам РСФСР (1930)
- выставки советского искусства за рубежом (США, 1929, передвижная; Винтертур, 1929; Вена, 1930; Берлин, 1930; Данциг, 1930; Англия, 1930, передвижная)
- международная выставка «Искусство книги» (Париж, Лион, 1931—1932)
- персональная выставка в Клубе им. Авиахима (Москва, 1934).

Работы хранятся в Государственной Третьяковской галерее, ГМИИ им. А. С. Пушкина, Государственном Русском музее и других музеях России.

## Семья
Супруга — Нина Васильевна Кашина (1903—1989), художник.
Сын — Николай (1940—2015) — художник.